# John Clinton Porter
Pour les articles homonymes, voir John Porter et Porter.
John Clinton Porter (né le 4 avril 1871 en Iowa, mort le 27 mai 1959) est un homme politique américain.
Il a été maire de Los Angeles entre 1929 et 1933 (un mandat de quatre ans) en tant que démocrate. Il s'est présenté pour sa réélection, mais a été battu par Frank L. Shaw qui lui a succédé en 1933.
Vendeur d'automobiles d'occasion à l'origine, il avait aussi été membre du Ku Klux Klan durant les années 1920.